# Coupe d'Espagne de football 2023-2024
Navigation
Coupe du Roi 2022-2023 Coupe du Roi 2024-2025
La Coupe d'Espagne de football 2023-2024, ou Coupe du Roi, est la 121e édition de cette compétition.
125 équipes prennent part à la compétition. Les équipes filiales (équipes réserves) ne participent pas. Le vainqueur de la Coupe du Roi se qualifie pour disputer la phase de groupes de la Ligue Europa 2024-2025. Les deux finalistes se qualifient pour la Supercoupe d'Espagne.
La finale a lieu le 6 avril 2024 au stade olympique de Séville et se conclut sur la victoire de l'Athletic Bilbao contre le RCD Majorque (1-1 après prolongation, 4-2 aux tirs au but).

## Format
Comme lors de l'édition précédente, les phases éliminatoires ont lieu à match unique sur le terrain de l'équipe de division inférieure. Ce n'est qu'au stade des demi-finales que les éliminatoires se jouent en matches aller-retour.
Le champion de Primera Federación 2022-2023 (SD Amorebieta) fait son entrée dans la compétition au deuxième tour. Tandis que, les quatre participants à la Supercoupe d'Espagne (Real Madrid, FC Barcelone, CA Osasuna et Atlético de Madrid) font leur entrée dans la compétition en seizièmes de finale.

## Calendrier
Le calendrier est le suivant :
| Tour                | Tirage au sort    | Date aller                                      | Date retour                                     | Équipes entrantes | Équipes participantes | Équipes restantes |
| ------------------- | ----------------- | ----------------------------------------------- | ----------------------------------------------- | ----------------- | --------------------- | ----------------- |
| Tour préliminaire   | 27 septembre 2023 | 11 et 12 octobre 2023                           | 11 et 12 octobre 2023                           | 20                | 20                    | 125               |
| Premier tour        | 17 octobre 2023   | 31 octobre au 2 novembre, 8 et 14 novembre 2023 | 31 octobre au 2 novembre, 8 et 14 novembre 2023 | 100               | 110                   | 115               |
| Deuxième tour       | 15 novembre 2023  | 22 novembre, 5 au 7 décembre 2023               | 22 novembre, 5 au 7 décembre 2023               | 1                 | 56                    | 60                |
| Seizièmes de finale | 12 décembre 2023  | 6 au 8 janvier 2024                             | 6 au 8 janvier 2024                             | 4                 | 32                    | 32                |
| Huitièmes de finale | 8 janvier 2024    | 16 au 18 janvier 2024                           | 16 au 18 janvier 2024                           | —                 | 16                    | 16                |
| Quarts de finale    | 19 janvier 2024   | 23 au 25 janvier 2024                           | 23 au 25 janvier 2024                           | —                 | 8                     | 8                 |
| Demi-finales        | 26 janvier 2024   | 6 et 7 février 2024                             | 27 et 29 février 2024                           | —                 | 4                     | 4                 |
| Finale              | 26 janvier 2024   | 6 avril 2024                                    | 6 avril 2024                                    | —                 | 2                     | 2                 |

## Résultats

### Huitièmes de finale
| 16 janvier 2024 | Getafe CF (1) | 1 – 3   | Séville FC (1)            | | |
| 20:00           | Mata 23e      | (1 – 1) | 8e Ramos · 48e 55e Romero | Coliseum Alfonso Pérez, Getafe Spectateurs : 12 581 Diffuseur : L'Équipe Arbitrage : Alejandro Muñiz Ruiz | Coliseum Alfonso Pérez, Getafe Spectateurs : 12 581 Diffuseur : L'Équipe Arbitrage : Alejandro Muñiz Ruiz |
| 20:00           | Rapport       |         |                           | Coliseum Alfonso Pérez, Getafe Spectateurs : 12 581 Diffuseur : L'Équipe Arbitrage : Alejandro Muñiz Ruiz | Coliseum Alfonso Pérez, Getafe Spectateurs : 12 581 Diffuseur : L'Équipe Arbitrage : Alejandro Muñiz Ruiz |

|       | Athletic Club (1)  | 2 – 0   | Deportivo Alavés (1) |                                                                                                |                                                                                                |
| 21:00 | Villalibre 28e 60e | (1 – 0) |                      | Stade San Mamés, Bilbao Spectateurs : 45 233 Diffuseur : L'Équipe Arbitrage : César Soto Grado | Stade San Mamés, Bilbao Spectateurs : 45 233 Diffuseur : L'Équipe Arbitrage : César Soto Grado |
| 21:00 | Rapport            |         |                      | Stade San Mamés, Bilbao Spectateurs : 45 233 Diffuseur : L'Équipe Arbitrage : César Soto Grado | Stade San Mamés, Bilbao Spectateurs : 45 233 Diffuseur : L'Équipe Arbitrage : César Soto Grado |

|           | CD Tenerife (2) | 0 – 1 ap              | RCD Majorque (1) | | |
| 20:00 WET |                 | (0 – 0, 0 – 0, 0 – 0) | 120e Larin       | Stade Heliodoro Rodríguez López, Santa Cruz de Tenerife Spectateurs : 20 176 Diffuseur : L'Équipe Arbitrage : Mario Melero López | Stade Heliodoro Rodríguez López, Santa Cruz de Tenerife Spectateurs : 20 176 Diffuseur : L'Équipe Arbitrage : Mario Melero López |
| 20:00 WET | Rapport         |                       |                  | Stade Heliodoro Rodríguez López, Santa Cruz de Tenerife Spectateurs : 20 176 Diffuseur : L'Équipe Arbitrage : Mario Melero López | Stade Heliodoro Rodríguez López, Santa Cruz de Tenerife Spectateurs : 20 176 Diffuseur : L'Équipe Arbitrage : Mario Melero López |

| 17 janvier 2024 | Valence CF (1)    | 1 – 3   | Celta de Vigo (1)                         | | |
| 20:00           | Pepelu 18e (pen.) | (0 – 0) | 13e de la Torre · 18e (pen.) 80e Douvíkas | Stade de Mestalla, Valence Spectateurs : 44 456 Diffuseur : L'Équipe Arbitrage : Ricardo De Burgos Bengoetxea | Stade de Mestalla, Valence Spectateurs : 44 456 Diffuseur : L'Équipe Arbitrage : Ricardo De Burgos Bengoetxea |
| 20:00           | Rapport           |         |                                           | Stade de Mestalla, Valence Spectateurs : 44 456 Diffuseur : L'Équipe Arbitrage : Ricardo De Burgos Bengoetxea | Stade de Mestalla, Valence Spectateurs : 44 456 Diffuseur : L'Équipe Arbitrage : Ricardo De Burgos Bengoetxea |

|       | CA Osasuna (1) | 0 – 2   | Real Sociedad (1)                   | | |
| 21:00 |                | (0 – 0) | 57e (pen.) Oyarzabal · 90+7e Merino | Stade El Sadar, Pampelune Spectateurs : 21 116 Diffuseur : L'Équipe Arbitrage : Alejandro José Hernández Hernández | Stade El Sadar, Pampelune Spectateurs : 21 116 Diffuseur : L'Équipe Arbitrage : Alejandro José Hernández Hernández |
| 21:00 | Rapport        |         |                                     | Stade El Sadar, Pampelune Spectateurs : 21 116 Diffuseur : L'Équipe Arbitrage : Alejandro José Hernández Hernández | Stade El Sadar, Pampelune Spectateurs : 21 116 Diffuseur : L'Équipe Arbitrage : Alejandro José Hernández Hernández |

|       | Girona FC (1)                     | 3 – 1   | Rayo Vallecano (1) | | |
| 21:30 | Stuani 15e 19e (pen.) · Blind 26e | (3 – 1) | 36e Nketa          | Stade municipal de Montilivi, Gérone Spectateurs : 7 911 Diffuseur : L'Équipe Arbitrage : Jorge Figueroa Vázquez | Stade municipal de Montilivi, Gérone Spectateurs : 7 911 Diffuseur : L'Équipe Arbitrage : Jorge Figueroa Vázquez |
| 21:30 | Rapport                           |         |                    | Stade municipal de Montilivi, Gérone Spectateurs : 7 911 Diffuseur : L'Équipe Arbitrage : Jorge Figueroa Vázquez | Stade municipal de Montilivi, Gérone Spectateurs : 7 911 Diffuseur : L'Équipe Arbitrage : Jorge Figueroa Vázquez |

| 18 janvier 2024 | Unionistas de Salamanca (3) | 1 – 3   | FC Barcelone (1)                    | | |
| 19:30           | Al. Gómez 31e               | (1 – 0) | 45e Torres · 69e Koundé · 73e Balde | Estadio Municipal Reina Sofía, Salamanque Spectateurs : 6 246 Diffuseur : L'Équipe Arbitrage : Francisco José Hernández Maeso | Estadio Municipal Reina Sofía, Salamanque Spectateurs : 6 246 Diffuseur : L'Équipe Arbitrage : Francisco José Hernández Maeso |
| 19:30           | Rapport                     |         |                                     | Estadio Municipal Reina Sofía, Salamanque Spectateurs : 6 246 Diffuseur : L'Équipe Arbitrage : Francisco José Hernández Maeso | Estadio Municipal Reina Sofía, Salamanque Spectateurs : 6 246 Diffuseur : L'Équipe Arbitrage : Francisco José Hernández Maeso |

|                                   | Atlético de Madrid (1)                                 | 4 – 2 ap              | Real Madrid (1)                | | |
| 21:30 · Historique des rencontres | Lino 39e · Morata 57e · Griezmann 100e · Riquelme 119e | (1 – 1, 2 – 2, 3 – 2) | 45+1e (csc) Oblak · 82e Joselu | Estadio Metropolitano, Madrid Spectateurs : 67 623 Diffuseur : L'Équipe Arbitrage : Guillermo Cuadra Fernández | Estadio Metropolitano, Madrid Spectateurs : 67 623 Diffuseur : L'Équipe Arbitrage : Guillermo Cuadra Fernández |
| 21:30 · Historique des rencontres | Rapport                                                |                       |                                | Estadio Metropolitano, Madrid Spectateurs : 67 623 Diffuseur : L'Équipe Arbitrage : Guillermo Cuadra Fernández | Estadio Metropolitano, Madrid Spectateurs : 67 623 Diffuseur : L'Équipe Arbitrage : Guillermo Cuadra Fernández |

### Quarts de finale
| 23 janvier 2024 | Celta de Vigo (1) | 1 – 2   | Real Sociedad (1)         |                                                                                             |                                                                                             |
| 21:30           | de la Torre 90+2e | (0 – 1) | 2e Oyarzabal · 66e Becker | Stade Balaídos, Vigo Spectateurs : 20 903 Diffuseur : L'Équipe Arbitrage : César Soto Grado | Stade Balaídos, Vigo Spectateurs : 20 903 Diffuseur : L'Équipe Arbitrage : César Soto Grado |
| 21:30           | Rapport           |         |                           | Stade Balaídos, Vigo Spectateurs : 20 903 Diffuseur : L'Équipe Arbitrage : César Soto Grado | Stade Balaídos, Vigo Spectateurs : 20 903 Diffuseur : L'Équipe Arbitrage : César Soto Grado |

| 24 janvier 2024 | RCD Majorque (1)                 | 3 – 2   | Girona FC (1)                   | | |
| 19:30           | Larin 21e · Abdón 28e 35e (pen.) | (3 – 0) | 68e (pen.) Stuani · 90+6e Sávio | Stade de Son Moix, Palma Spectateurs : 19 950 Diffuseur : L'Équipe Arbitrage : José Luis Munuera Montero | Stade de Son Moix, Palma Spectateurs : 19 950 Diffuseur : L'Équipe Arbitrage : José Luis Munuera Montero |
| 19:30           | Rapport                          |         |                                 | Stade de Son Moix, Palma Spectateurs : 19 950 Diffuseur : L'Équipe Arbitrage : José Luis Munuera Montero | Stade de Son Moix, Palma Spectateurs : 19 950 Diffuseur : L'Équipe Arbitrage : José Luis Munuera Montero |

|       | Athletic Club (1)                                                   | 4 – 2 ap              | FC Barcelone (1)                   | | |
| 21:30 | Guruzeta 1re · Sancet 49e · I. Williams 105+2e · N. Williams 120+1e | (1 – 2, 2 – 2, 3 – 2) | 26e Lewandowski · 32e Lamine Yamal | Stade San Mamés, Bilbao Spectateurs : 50 403 Diffuseur : L'Équipe Arbitrage : José María Sánchez Martínez | Stade San Mamés, Bilbao Spectateurs : 50 403 Diffuseur : L'Équipe Arbitrage : José María Sánchez Martínez |
| 21:30 | Rapport                                                             |                       |                                    | Stade San Mamés, Bilbao Spectateurs : 50 403 Diffuseur : L'Équipe Arbitrage : José María Sánchez Martínez | Stade San Mamés, Bilbao Spectateurs : 50 403 Diffuseur : L'Équipe Arbitrage : José María Sánchez Martínez |

| 25 janvier 2024 | Atlético de Madrid (1) | 1 – 0   | Séville FC (1) | | |
| 21:00           | Memphis Depay 79e      | (0 – 0) |                | Estadio Metropolitano, Madrid Spectateurs : 60 169 Diffuseur : L'Équipe Arbitrage : Jesús Gil Manzano | Estadio Metropolitano, Madrid Spectateurs : 60 169 Diffuseur : L'Équipe Arbitrage : Jesús Gil Manzano |
| 21:00           | Rapport                |         |                | Estadio Metropolitano, Madrid Spectateurs : 60 169 Diffuseur : L'Équipe Arbitrage : Jesús Gil Manzano | Estadio Metropolitano, Madrid Spectateurs : 60 169 Diffuseur : L'Équipe Arbitrage : Jesús Gil Manzano |

### Demi-finales
| Match aller          | RCD Majorque (1) | 0 – 0 | Real Sociedad (1) | | |
| 6 février 2024 21:00 |                  |       |                   | Stade de Son Moix, Palma Spectateurs : 22 051 Diffuseur : L'Équipe Arbitrage : Alejandro Muñiz Ruiz | Stade de Son Moix, Palma Spectateurs : 22 051 Diffuseur : L'Équipe Arbitrage : Alejandro Muñiz Ruiz |
| 6 février 2024 21:00 | Rapport          |       |                   | Stade de Son Moix, Palma Spectateurs : 22 051 Diffuseur : L'Équipe Arbitrage : Alejandro Muñiz Ruiz | Stade de Son Moix, Palma Spectateurs : 22 051 Diffuseur : L'Équipe Arbitrage : Alejandro Muñiz Ruiz |

| Match retour          | Real Sociedad (1)                                        | 1 – 1 ap 4 – 5 t. a. b. | RCD Majorque (1)                                  | | |
| 27 février 2024 21:30 | Oyarzabal 71e                                            | (0 – 0, 1 – 1, 1 – 1)   | 50e González                                      | Stade d'Anoeta, Saint-Sébastien Spectateurs : 35 781 Diffuseur : L'Équipe Arbitrage : Jesús Gil Manzano | Stade d'Anoeta, Saint-Sébastien Spectateurs : 35 781 Diffuseur : L'Équipe Arbitrage : Jesús Gil Manzano |
| 27 février 2024 21:30 | Rapport                                                  |                         |                                                   | Stade d'Anoeta, Saint-Sébastien Spectateurs : 35 781 Diffuseur : L'Équipe Arbitrage : Jesús Gil Manzano | Stade d'Anoeta, Saint-Sébastien Spectateurs : 35 781 Diffuseur : L'Équipe Arbitrage : Jesús Gil Manzano |
| 27 février 2024 21:30 | Oyarzabal · Turrientes · Olasagasti · Zubimendi · Becker | Tirs au but 4 – 5       | Muriqi · Morlanes · Mascarell · Radonjić · Darder | Stade d'Anoeta, Saint-Sébastien Spectateurs : 35 781 Diffuseur : L'Équipe Arbitrage : Jesús Gil Manzano | Stade d'Anoeta, Saint-Sébastien Spectateurs : 35 781 Diffuseur : L'Équipe Arbitrage : Jesús Gil Manzano |

| Match aller          | Atlético de Madrid (1) | 0 – 1   | Athletic Club (1)    | | |
| 7 février 2024 21:30 |                        | (0 – 1) | 25e (pen.) Berenguer | Estadio Metropolitano, Madrid Spectateurs : 65 029 Diffuseur : L'Équipe Arbitrage : Alejandro Hernández Hernández | Estadio Metropolitano, Madrid Spectateurs : 65 029 Diffuseur : L'Équipe Arbitrage : Alejandro Hernández Hernández |
| 7 février 2024 21:30 | Rapport                |         |                      | Estadio Metropolitano, Madrid Spectateurs : 65 029 Diffuseur : L'Équipe Arbitrage : Alejandro Hernández Hernández | Estadio Metropolitano, Madrid Spectateurs : 65 029 Diffuseur : L'Équipe Arbitrage : Alejandro Hernández Hernández |

| Match retour          | Athletic Club (1)                                | 3 – 0   | Atlético de Madrid (1) | | |
| 29 février 2024 21:30 | I. Williams 13e · N. Williams 42e · Guruzeta 61e | (2 – 0) |                        | Stade San Mamés, Bilbao Spectateurs : 52 061 Diffuseur : L'Équipe Arbitrage : Juan Martínez Munuera | Stade San Mamés, Bilbao Spectateurs : 52 061 Diffuseur : L'Équipe Arbitrage : Juan Martínez Munuera |
| 29 février 2024 21:30 | Rapport                                          |         |                        | Stade San Mamés, Bilbao Spectateurs : 52 061 Diffuseur : L'Équipe Arbitrage : Juan Martínez Munuera | Stade San Mamés, Bilbao Spectateurs : 52 061 Diffuseur : L'Équipe Arbitrage : Juan Martínez Munuera |

### Finale
La finale a lieu le 6 avril 2024, au stade de La Cartuja à Séville.
| Athletic Club ·  |    |                            |        |
| Titulaires :     |    |                            |        |
|                  |    |                            |        |
| G                | 13 | 0 Julen Agirrezabala       |        |
| DD               | 18 | 0 Óscar de Marcos          |        |
| DC               | 03 | 0 Daniel Vivian            |        |
| DC               | 04 | 0 Aitor Paredes            |        |
| DG               | 17 | 0 Yuri Berchiche           | 105+1e |
| MdC              | 16 | 0 Iñigo Ruiz de Galarreta  | 80e    |
| MdC              | 24 | 0 Beñat Prados             | 46e    |
| MD               | 09 | 0 Iñaki Williams           | 91e    |
| MO               | 08 | 0 Oihan Sancet             | 91e    |
| MG               | 11 | 0 Nico Williams            |        |
| AC               | 12 | 0 Gorka Guruzeta           | 91e    |
|                  |    |                            |        |
| Remplaçants :    |    |                            |        |
| G                | 01 | 0 Unai Simón               |        |
| D                | 19 | 0 Imanol García de Albéniz |        |
| M                | 06 | 0 Mikel Vesga              | 46e    |
| M                | 07 | 0 Álex Berenguer           | 91e    |
| M                | 14 | 0 Dani García              |        |
| M                | 15 | 0 Iñigo Lekue              | 105+1e |
| M                | 21 | 0 Ander Herrera            |        |
| M                | 30 | 0 Unai Gómez               | 80e    |
| A                | 10 | 0 Iker Muniain             | 91e    |
| A                | 20 | 0 Asier Villalibre         |        |
| A                | 22 | 0 Raúl García              | 91e    |
|                  |    |                            |        |
| Entraîneur :     |    |                            |        |
| Ernesto Valverde |    |                            |        |

| RCD Majorque · |    |                        |        |
| Titulaires :   |    |                        |        |
|                |    |                        |        |
| G              | 13 | 0 Dominik Greif        |        |
| DD             | 20 | 0 Giovanni González    |        |
| DC             | 24 | 0 Martin Valjent       | 91e    |
| DC             | 21 | 0 Antonio Raíllo       |        |
| DC             | 06 | 0 José Manuel Copete   | 105+3e |
| DG             | 03 | 0 Toni Lato            | 110e   |
| MC             | 10 | 0 Sergi Darder         | 62e    |
| MC             | 12 | 0 Samú                 |        |
| MC             | 14 | 0 Dani Rodríguez       | 73e    |
| AC             | 17 | 0 Cyle Larin           | 62e    |
| AC             | 07 | 0 Vedat Muriqi         |        |
|                |    |                        |        |
| Remplaçants :  |    |                        |        |
| G              | 01 | 0 Predrag Rajković     |        |
| G              | 25 | 0 Iván Cuéllar         |        |
| D              | 02 | 0 Matija Nastasić      | 105+3e |
| D              | 04 | 0 Siebe Van der Heyden | 110e   |
| D              | 11 | 0 Jaume Costa          |        |
| D              | 15 | 0 Pablo Maffeo         | 91e    |
| M              | 05 | 0 Omar Mascarell       |        |
| M              | 08 | 0 Manu Morlanes        | 62e    |
| M              | 18 | 0 Antonio Sánchez      | 62e    |
| A              | 09 | 0 Abdón Prats          |        |
| A              | 23 | 0 Nemanja Radonjić     | 73e    |
|                |    |                        |        |
| Entraîneur :   |    |                        |        |
| Javier Aguirre |    |                        |        |

| Athletic Club ·  |    |                            |        |
| Titulaires :     |    |                            |        |
|                  |    |                            |        |
| G                | 13 | 0 Julen Agirrezabala       |        |
| DD               | 18 | 0 Óscar de Marcos          |        |
| DC               | 03 | 0 Daniel Vivian            |        |
| DC               | 04 | 0 Aitor Paredes            |        |
| DG               | 17 | 0 Yuri Berchiche           | 105+1e |
| MdC              | 16 | 0 Iñigo Ruiz de Galarreta  | 80e    |
| MdC              | 24 | 0 Beñat Prados             | 46e    |
| MD               | 09 | 0 Iñaki Williams           | 91e    |
| MO               | 08 | 0 Oihan Sancet             | 91e    |
| MG               | 11 | 0 Nico Williams            |        |
| AC               | 12 | 0 Gorka Guruzeta           | 91e    |
|                  |    |                            |        |
| Remplaçants :    |    |                            |        |
| G                | 01 | 0 Unai Simón               |        |
| D                | 19 | 0 Imanol García de Albéniz |        |
| M                | 06 | 0 Mikel Vesga              | 46e    |
| M                | 07 | 0 Álex Berenguer           | 91e    |
| M                | 14 | 0 Dani García              |        |
| M                | 15 | 0 Iñigo Lekue              | 105+1e |
| M                | 21 | 0 Ander Herrera            |        |
| M                | 30 | 0 Unai Gómez               | 80e    |
| A                | 10 | 0 Iker Muniain             | 91e    |
| A                | 20 | 0 Asier Villalibre         |        |
| A                | 22 | 0 Raúl García              | 91e    |
|                  |    |                            |        |
| Entraîneur :     |    |                            |        |
| Ernesto Valverde |    |                            |        |

| RCD Majorque · |    |                        |        |
| Titulaires :   |    |                        |        |
|                |    |                        |        |
| G              | 13 | 0 Dominik Greif        |        |
| DD             | 20 | 0 Giovanni González    |        |
| DC             | 24 | 0 Martin Valjent       | 91e    |
| DC             | 21 | 0 Antonio Raíllo       |        |
| DC             | 06 | 0 José Manuel Copete   | 105+3e |
| DG             | 03 | 0 Toni Lato            | 110e   |
| MC             | 10 | 0 Sergi Darder         | 62e    |
| MC             | 12 | 0 Samú                 |        |
| MC             | 14 | 0 Dani Rodríguez       | 73e    |
| AC             | 17 | 0 Cyle Larin           | 62e    |
| AC             | 07 | 0 Vedat Muriqi         |        |
|                |    |                        |        |
| Remplaçants :  |    |                        |        |
| G              | 01 | 0 Predrag Rajković     |        |
| G              | 25 | 0 Iván Cuéllar         |        |
| D              | 02 | 0 Matija Nastasić      | 105+3e |
| D              | 04 | 0 Siebe Van der Heyden | 110e   |
| D              | 11 | 0 Jaume Costa          |        |
| D              | 15 | 0 Pablo Maffeo         | 91e    |
| M              | 05 | 0 Omar Mascarell       |        |
| M              | 08 | 0 Manu Morlanes        | 62e    |
| M              | 18 | 0 Antonio Sánchez      | 62e    |
| A              | 09 | 0 Abdón Prats          |        |
| A              | 23 | 0 Nemanja Radonjić     | 73e    |
|                |    |                        |        |
| Entraîneur :   |    |                        |        |
| Javier Aguirre |    |                        |        |